# Helmut Krätzl
Helmut Krätzl (ur. 23 października 1931 w Wiedniu, zm. 2 maja 2023 tamże) – austriacki duchowny rzymskokatolicki, w latach 1977–2008 biskup pomocniczy Wiednia.

## Życiorys
Święcenia kapłańskie przyjął 29 czerwca 1954 w archidiecezji wiedeńskiej, udzielił ich mu kardynał Theodor Innitzer, ówczesny arcybiskup metropolita wiedeński. 30 września 1977 papież Paweł VI mianował go biskupem pomocniczym archidiecezji ze stolicą tytularną Heraclea Pontica. Sakry udzielił mu 20 listopada 1977 kardynał Franz König. W październiku 2006 osiągnął biskupi wiek emerytalny (75 lat) i przesłał do Watykanu swoją rezygnację, która została przyjęta z dniem 6 marca 2008. Od tego czasu aż do śmierci pozostawał biskupem seniorem archidiecezji.